# Tour du Beaujolais
Le Tour du Beaujolais est une course cycliste française disputée par étapes dans le Beaujolais, et le Rhône. Créée en 1990 par l'Union Sportive des Cheminots (St Germain au Mont d'Or), elle est traditionnellement organisée au mois de mai depuis sa création. Il est organisé par le Comité d'Organisation du Tour du Beaujolais (COTB)  en relation avec la FFC. Depuis 2018, cette association forte de 23 bénévoles dans le Conseil d'administration, a changé de nom pour s'appeler le Tour du Beaujolais Organisation (TBO). Elle est complètement indépendante et elle s'occupe de la totalité de l'organisation de l'épreuve. Depuis 2014, le Tour du Beaujolais fait partie du calendrier élite nationale de la Fédération française de cyclisme ; il a changé à cette occasion de date et est désormais organisé mi-juin.
À sa création, l'épreuve se nomme la première année Tour du Beaujolais et Val de Saône.   Après une interruption de deux ans, la course refait son apparition sous son appellation actuelle. 
L'édition 2020 est annulée en raison de la pandémie de Covid-19.

## Palmarès
| Année                              | Vainqueur            | Deuxième             | Troisième            |              |
| ---------------------------------- | -------------------- | -------------------- | -------------------- | ------------ |
| Tour du Beaujolais et Val de Saône |                      |                      |                      |              |
| 1990                               | Bernard Decotte      |                      |                      |              |
| Tour du Beaujolais                 |                      |                      |                      |              |
| 1991                               | Philippe Colevret    |                      |                      |              |
| 1992                               | Olivier Lafay        | Hervé Bonneton       | Yves Marillier       |              |
| 1993                               | Frédéric Bessy       | T. Suvi              | Benoît Luminet       |              |
| 1994                               | Janek Tombak         |                      |                      |              |
| 1995                               | Frédéric Chevreton   | Frédéric Ruberti     | Serge Crottier-Combe |              |
| 1996                               | James Gandin         |                      |                      |              |
| 1997                               | Frédéric Périllat    |                      |                      |              |
| 1998-1999                          | non organisé         | non organisé         | non organisé         | non organisé |
| 2000                               | Laurent Marcon       |                      |                      |              |
| 2001                               | Laurent Marcon       | Thibaut Humbert      | Sean Van Court       |              |
| 2002                               | Bruno Changeat       | Nicolas Roux         | Pierre Therville     |              |
| 2003                               | Mathieu Sapin        | Julien Rias          | Emmanuel Roche       |              |
| 2004                               | Franck Brucci        | Frédéric Périllat    | Laurent Marcon       |              |
| 2005                               | Mickaël Bérard       | Jérôme Coppel        | Julien Pauget        |              |
| 2006                               | Stéphane Logier      | Sébastien Ivars      | Piotr Krysman        |              |
| 2007                               | Olivier Le Roux      | Bruno Rochaix        | Aymeric Brunet       |              |
| 2008                               | Nicolas Racodon      | Pierre Lusiak        | Jean-Lou Paiani      |              |
| 2009                               | Sébastien Ivars      | Yevgeniy Sladkov     | Nicolas Bonnet       |              |
| 2010                               | Frédéric Finot       | Antoine Lavieu       | Damien Cigolotti     |              |
| 2011                               | Blaise Sonnery       | Vincent Canard       | Jérémy Bescond       |              |
| 2012                               | Pierre Moncorgé      | Mathieu Teychenne    | Thomas Welter        |              |
| 2013                               | Blaise Sonnery       | Grégory Pascal       | Frédéric Talpin      |              |
| 2014                               | Simon Zahner         | Derk Abel Beckeringh | Jérémy Maison        |              |
| 2015                               | Žydrūnas Savickas    | Gian Friesecke       | Rémy Rochas          |              |
| 2016                               | Kevin Geniets        | Adrien Guillonnet    | Hugo Pigeon          |              |
| 2017,                              | Florent Castellarnau | Aurélien Doléatto    | Adrien Guillonnet    |              |
| 2018                               | Geoffrey Bouchard    | Jaakko Hänninen      | Adrien Guillonnet    |              |
| 2019                               | Louis Louvet         | Maxime Jarnet        | Romain Bacon         |              |
| 2020                               | annulé               | annulé               | annulé               | annulé       |
| 2021,                              | Simon Combes         | Kévin Besson         | Stefan Bennett       |              |
| 2022,                              | Tao Quéméré          | Maximilien Juillard  | Adrien Guillonnet    |              |
| 2023,                              | Clément Carisey      | Clément Braz Afonso  | Artus Jaladeau       |              |
| 2024,                              | Joris Chaussinand    | Rémi Capron          | Clément Izquierdo    |              |
| 2025                               | Louis Ferreira       | Mael Soranzo         | Larry Valvasori      |              |